# Мамаладзе, Теймураз Георгиевич
Теймураз Георгиевич Мамаладзе (Степанов) (1934, Тбилиси — 1999, Москва) — советский журналист, помощник Эдуарда Шеварднадзе (1985—1990 и 1992—1994).

## Биография
Родился в 1934 году в Тбилиси, настоящая фамилия Степанян, которую потом заменил на Степанов. В качестве псевдонима взял девичью фамилию матери — Мамаладзе.
В 1958 году окончил Юридический факультет МГУ.
Работал журналистом в Грузии. Начинал в газете «Вечерний Тбилиси», затем работал в редакциях газет «Заря Востока», «Молодежь Грузии». С 1961 года сотрудник АПН. Специальный корреспондент «Комсомольской правды» по Грузинской ССР, затем редактор отдела литературы и искусства. С 1978 года — директор информационного агентства «Грузинформ». В это время познакомился с Эдуардом Шеварднадзе, первым секретарем КП Грузии.
В качестве специального корреспондента ТАСС и «Комсомольской правды» освещал Чемпионат мира по футболу 1982.
В 1985 году, когда Шеварднадзе стал министром иностранных дел СССР, он пригласил Мамаладзе стать его помощником. По словам российского историка О. В. Павленко, нового министра и его помощника «сближало обострённое чувство сопричастности к общей родине — Грузии и резкое отторжение „загнившего“ в советской системе». В качестве помощника министра иностранных дел Мамаладзе участвовал в дипломатических переговорах на высшем уровне в период перестройки. Приступил к исполнению обязанностей 3 сентября 1985 года.
В 1992—1994 годах, когда Шеварднадзе стал руководителем независимой Грузии, продолжал работу помощника Шеварднадзе.
В 1994 году вернулся в Москву, где по приглашению Игоря Голембиовского стал работать в газете «Известия», с 1997 г. — в «Новых известиях».
Умер в 1999 году в Москве после тяжёлой болезни. Урна с прахом захоронена в Тбилиси.
Лауреат премии Союза журналистов СССР.

## Сочинения
- Грузия / Теймураз Мамаладзе. — Москва : Изд-во агентства печати «Новости», 1981. — 73 с. : 24 л. ил.; 19 см.
- Ты лоза моя : Очерки / Теймураз Мамаладзе. — Тбилиси : Мерани, 1982. — 224 с. : ил., 23 л. ил; 20 см.
- Танго Испания : XII чемпионат мира по футболу в цифрах и фактах, дневниковых записях, фот. [Справочник] / Теймураз Мамаладзе. — Тбилиси : Изд-во ЦК КП Грузии, 1983. — 228 с. : 29 л. ил.; 20 см.
- Большая Грузинская : Современник читает историю / Теймураз Мамаладзе. — Тбилиси : Мерани, 1983. — 166 с. : ил.; 16 см.
- Степанов Теймураз. Тбилиси. Легенда и быль. На русском и английском языках. М. Изд-во Агентства печати Новости. 1965 г. 300 с., с илл.
- Здравствуй, осел! / Теймураз Мамаладзе. — Дружба народов [журнал], 1997 г., номер 7.